# 下越酒造
下越酒造株式会社（かえつしゅぞう）は、新潟県東蒲原郡阿賀町にある1880年（明治13年）創業の酒蔵。屋号は「蒲原屋」。銘柄は「麒麟（きりん）」。基本的には地元阿賀町の水道水（地下水）を仕込み水として用いている。
下越酒造の日本酒の特徴として、米のブレンドに、通常の酒造りであれば米の段階で混ぜるものを、個別の米で造った酒をブレンドする方法を採っていることが挙げられる。
下越酒造は1997年（平成9年）、県内酒造としては唯一、全国の蔵元20社ほどで設立した日本酒輸出協会に参加。